# Akita International University

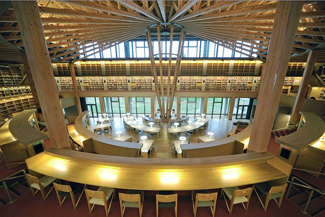
Bibliothek der AIU

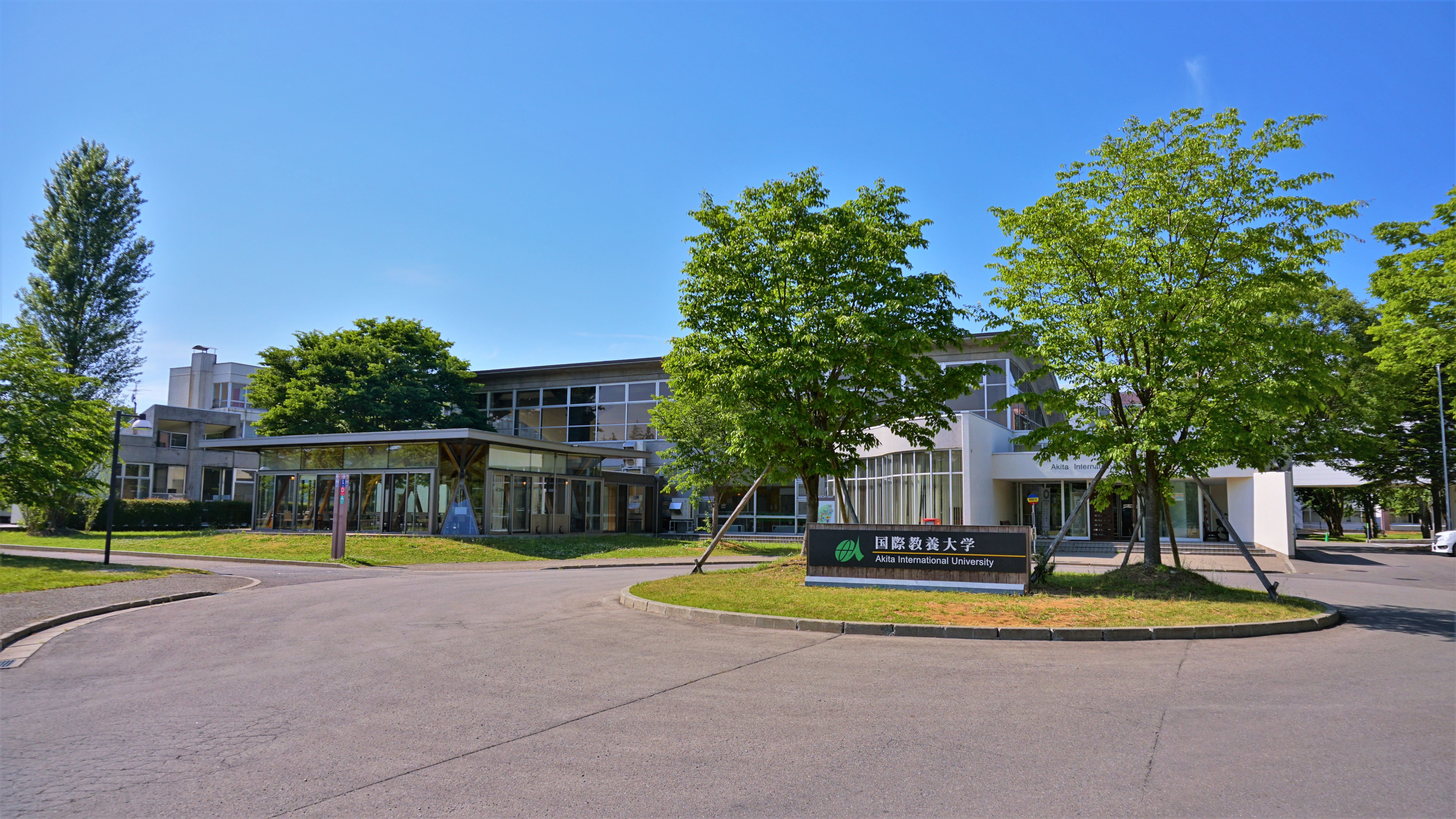
Akita International University

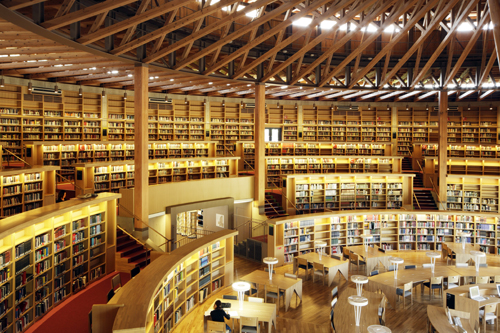
AIU Library

Akita International University (Abkürzung: AIU; jap. 秋田国際教養大学, Akita Kokusai Kyōyō Daigaku) ist die englische Bezeichnung der Universität in der japanischen Stadt Akita. Sie ist die einzige Hochschule in Japan, an der die Lehrveranstaltungen durchgängig auf Englisch stattfinden.

## Geschichte
Die Gründung erfolgte im Jahr 2004 durch einen Beschluss der Präfektur Akita im Jahr 1998 zur Verbesserung der Hochschulbildung.